# ニードルフィッシュ (SS-379)

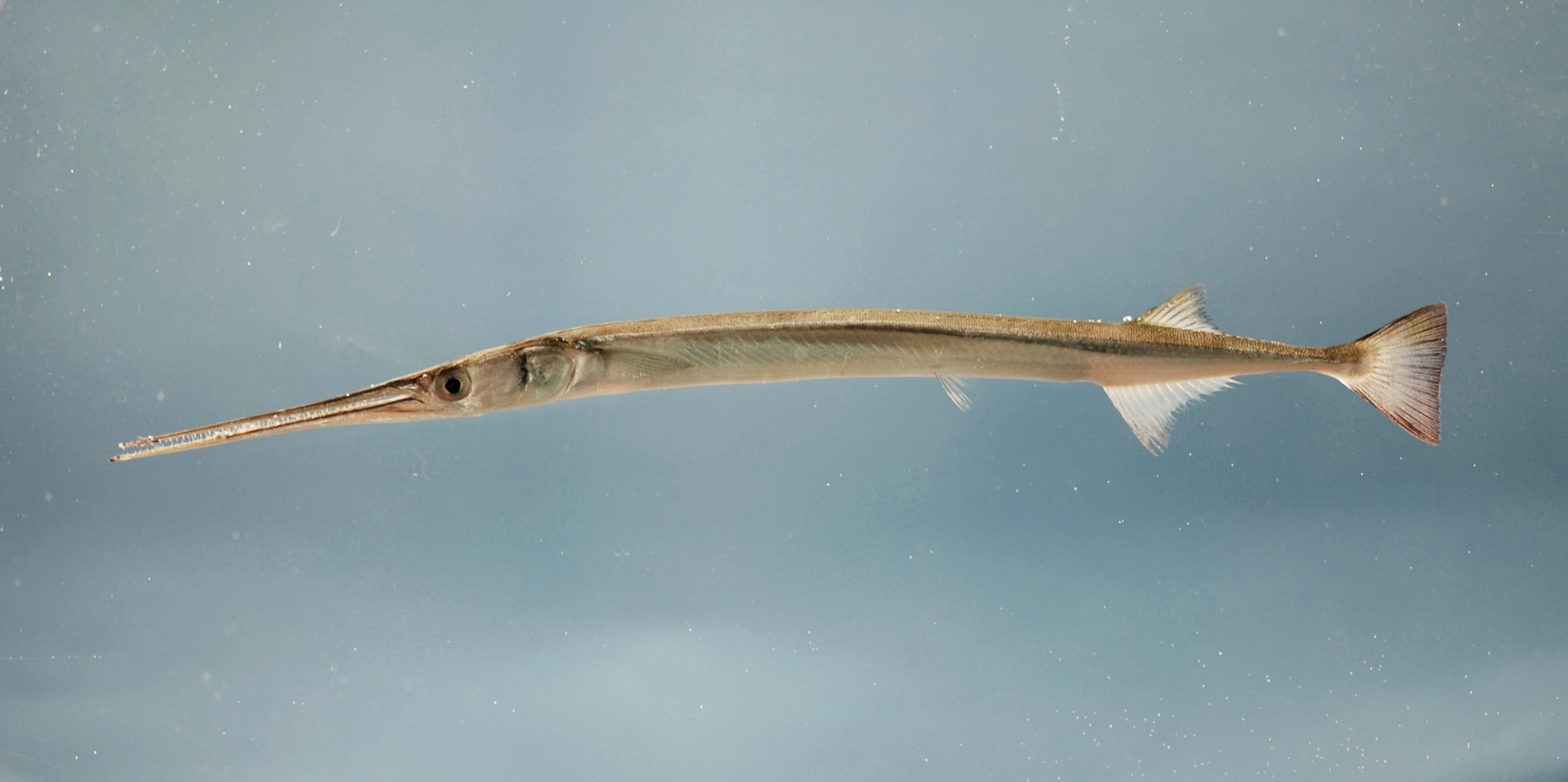
アトランティック・ニードルフィッシュ（Atlantic needlefish）

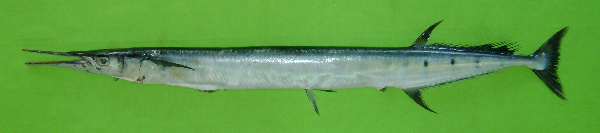
ハマダツ（Flat needlefish）

ニードルフィッシュ (USS Needlefish, SS-379) は、アメリカ海軍の潜水艦。バラオ級潜水艦の一隻。艦名はダツ科の総称に因む。
ニードルフィッシュの艦名は1942年8月23日に潜水艦 SS-379 に割り当てられた。しかし、起工前の1944年7月29日に契約は取り消された。